# Histiocytose céphalique bénigne
L' Histiocytose céphalique bénigne ou HCB est une maladie dermatologique (histiocytose cutanée non lipidique) qui n'affecte que de  jeunes enfants et guérit spontanément.

C'est l'une des formes de histiocytose non langerhansienne (HCNL ou Non-X histiocytoses pour les anglophones) qui constitue elle-même la seconde des trois classes de maladies histiocytaires, les deux autres étant les histiocytoses langerhansiennes (HCL) (Classe 1) et la classe des Histiocytose maligne. Ces trois classes d'histiocytoses ont en commun d'être « des maladies réactives ou malignes dans lesquelles divers tissus, y compris la peau, sont infiltrés par des cellules de la lignée monocyte-macrophage ». La plupart ont pour origine les dendrocytes dermiques. 

## Classification
Cette maladie fait partie d'un sous-groupe des Histiocytose non langerhansienne qui au sein des HCNL sont « cliniquement distinctes » et ont « le même immunophénotype ». Ces entités comprennent : 
Une hypothèse est que l'histiocytose des dendrocytes dermiques constitue un spectre de maladies où le dendrocyte dermique est présent à un degré progressif de maturation. Sur cet axe, les cellules de l’HCB sont de type "jeunes" (immatures) et associées à des maladies brèves, guérissant spontanément en quelques mois.

## Histoire
Gianotti, Caputo et Ermacora l'ont décrite en 1971, en tant que « histiocytose avec des inclusions intracytoplasmique en forme de vers » après avoir découvert (microscopie électronique) dans les papules des vésicules mantelées et structures intracytoplasmiques en forme de virgule.
Mais des structures identiques ont été trouvées dans des histiocytoses langerhansiennes (HLH) ainsi que d'autres histiocytoses non langerhansiennes ou encore dans le lymphome T cutané. La maladie a donc aussi été désignée, sur une base clinique et d'évolution de la maladie  par les expressions :
- « histiocytose papuleuse infantile de la tête à résolution spontanée » ;
- « histiocytose céphalique bénigne »

## Description
La maladie est décrite par des papules toujours d'abord localisées au niveau du visage ou de la tête. 
- ces papules sont au nombre de cinq à une centaine ;
- ces papules sont lisses, rondes ou planes, de brun clair-jaune à rouge-brun ;
- les symptômes apparaissent en moyenne à l'âge de 15 mois (de 2 à 66 mois selon les cas documentés) et régressent en moyenne après une vingtaine de mois (mais après 50 mois chez 10 patients[4] ) ;
- 45 % des cas concernent des nourrissons de moins de 6 mois (ratio filles-garçons :  1/1,2) ;
- localisation : joues (22 % des cas), paupières (13 %), front (13 %) et oreilles (10 %). Chez certains enfants, d'autres lésions apparaissent souvent ensuite aussi sur le cou (15 %) et le tronc (10 %) avec parfois extension des lésions aux membres supérieurs et inférieurs, fesses et pubis. Un cas est décrit d'apparition sur le tronc puis extension ultérieure au visage et aux membres. On ne connait pas de cas ayant touché les muqueuses, la paume des mains ou la plante des pieds, ni d'atteinte viscérale comme on en trouve avec d'autres histiocytoses.
- cas atypiques. Rapporte deux cas de HCB ayant évolué en XGJ et « un seul cas de diabète insipide (DI) chez une fillette de cinq ans, un an après l’apparition de HCB » (Cette forme de diabète est présente chez jusqu’à 50 % des patients atteints de HCL, de la maladie de Hand-Schüller-Christian et de xanthome disséminé).

## Histologie
L'HCB est histologiquement caractérisée par une prolifération circonscrite d’histiocytes dans le derme réticulaire superficiel et moyen, apposé à un épiderme aminci présentant des papilles aplaties, sans exocytose et avec un infiltrat inflammatoire mixte (Beaucoup de lymphocytes et quelques éosinophiles). 

Le microscope électronique fait apparaitre des signes spécifiques (vésicules mantelées, inclusions vermiformes ou en forme de virgule fixées au réticulum endocytoplasmique) qui sont caractéristiques mais non pathognomonique de la maladie.

## Diagnostic différentiel
Pour les aspects clinique, il doit éliminer les hypothèses de 
- verrues planes[5]
- nævi multiples de Spitz[5]
- xanthogranulome juvénile[5]  (ou XGJ)
- autres histiocytoses (histiocytoses langerhansiennes[5]  ou HCL)
- urticaire pigmentaire[5]  (UP)
- histiocytose éruptive généralisée[5]  (ou HEG)
- sarcoïdose lichénoïde[5].